# Beni Badibanga
Beni Badibanga, né le 19 février 1996 à Kinshasa en République démocratique du Congo, est un footballeur belgo-congolais qui joue au poste d'attaquant.

## Biographie

### En club

#### Jeunesse et formation
Né à Kinshasa, Beni Badibanga n'a aucun souvenir de son pays de naissance. Ses parents émigre vers l'Europe lorsqu'il est très jeune, dans le cadre des études d'abord puis pour raisons professionnelles et s'installent en Belgique, dans le Brabant wallon. C'est là qu'il découvre le football au Racing de Waterloo (nl), puis au Cercle sportif brainois avant de rejoindre le centre de formation de l'AFC Tubize. Il y est repéré par le Standard de Liège et rejoint l'Académie Robert Louis-Dreyfus où il termine sa formation et signe son premier contrat professionnel en février 2015.

#### Standard de Liège (2015-2018)
Beni Badibanga dispute ses premières minutes en équipe première du Standard lorsqu'il monte au jeu pour Faysel Kasmi à la 82e minute face au KV Courtrai, le 25 juillet 2015, lors de la première journée de championnat de la saison 2015-2016 (défaite, 2-1). Il est titulaire cinq jours plus tard, remplacé par le même Kasmi peu après l'heure de jeu, en Ligue Europa, contre le Željezničar Sarajevo (victoire, 2-1). Il inscrit son premier but professionnel le 27 décembre 2015 face à Mouscron Péruwelz en ouvrant la marque à la 39e minute,.
Après une première saison convaincante lors de laquelle il dispute vingt-neuf rencontres, toutes compétitions confondues, le club liégeois lui offre une prolongation de contrat début 2017. Il est prêté dans la foulée au Roda JC en première division néerlandaise jusqu'au terme de la saison. De retour au Standard, il ne semble pas entrer dans les plans du nouvel entraîneur Ricardo Sá Pinto, il ne compte en effet que deux montées au jeu à la mi-saison, et il se voit à nouveau prêté, cette fois au Lierse SK en Division 1B.

#### Waasland-Beveren (2018-2020)
À l'aube de la saison 2018-2019, Beni Badibanga quitte définitivement le Standard et s'engage auprès de Waasland-Beveren pour une durée de deux ans, avec une troisième saison en option. Il est titulaire d'emblée et dispute la première rencontre du championnat pour ses nouvelles couleurs face à Zulte Waregem (partage, 2-2).
Il reste deux saisons dans le pays de Waes où il totalise cinquante-quatre apparitions, dont une en Coupe de Belgique, pour quatre buts inscrits et cinq passes décisives.

#### Excel Mouscron (2020-2021)
En juillet 2020, il s'engage avec le Royal Excel Mouscron, qui vient d'être racheté par Gérard Lopez alors propriétaire du LOSC, où l'ailier ambitionne de faire une bonne saison afin d'éclore définitivement et de se débarasser de l'étiquette de jeune espoir,. Il joue son premier match avec les Hurlus en tant que titulaire le 8 août 2020, lors de la première rencontre du championnat, face à l'Antwerp (partage, 1-1).
Au terme d'une saison minée entre autres par de multiples contaminations au Covid-19, l'Excel est lanterne rouge du classement et se retrouve dégradé en Division 1B. L'ambition étant de remonter au plus vite au sein de l'élite, le club engage Enzo Scifo ainsi que deux icônes du club, les frères Mbo et Émile Mpenza, qui sont censés aider le club à retrouver un ancrage local. La conséquence est directe pour le jeune belgo-congolais qui se voit renvoyé dans le noyau B au sein duquel il mijote ncore toujours à l'approche du mercato hivernal.

#### Raja Club Athletic (2022)
Sur une voie de garage à Mouscron, Beni Badibanga quitte la Belgique pour le Maroc et signe le 22 janvier 2022 un contrat de trois saisons et demie avec le Raja Club Athletic, entraîné par Marc Wilmots,. Il dispute sa première rencontre avec le club de Casablanca à l'occasion de la Ligue des champions, le 12 février 2022, face à la formation sud-africaine de l'AmaZulu FC (victoire, 1-0).
Le 29 juin, il délivre une passe décisive à Soufiane Benjdida qui ouvre le score contre l'AS FAR au titre de la 29e journée du championnat. En seconde mi-temps de cette même rencontre, alors que le score affiche une parité d'un but partout, il redonne magistralement l'avantage au Raja en inscrivant son premier, et par là même dernier, but pour ses couleurs (victoire, 2-1),.
N'arrivant pas à s'imposer dans l'effectif marocain et affichant un rendement offensif famélique, Beni Badibanga, de même que son compatriote Kadima Kabangu, décident de commun accord avec le Raja de mettre fin a leur collaboration en août 2022, ce qui permet aux deux joueurs libérés de s'engager où ils le désirent.

#### RAAL La Louvière (2022)
Libre de tout contrat, Beni Badibanga revient en Belgique et signe, de manière un peu inaperçue et inattendue, en Nationale 1 à la RAAL La Louvière,. Il entre en action dès son arrivée, le 17 septembre 2022, remplaçant Zakari Junior Lambo (nl) à l'heure de jeu, lors de la 5e journée de championnat face à l'Olympic Charleroi (partage, 1-1). Techniquement l'élément le plus doué de l'équipe, il disparaît toutefois du noyau en décembre et est, dans un premier temps, autorisé à quitter le club avant d'être réintégré en février 2023 après qu'un différend d'ordre sportif avec l'entraîneur, Frédéric Taquin, ait été aplani.

#### Forge FC (depuis 2023)
Son contrat avec la RAAL échu et non renouvelé, le 27 juillet 2023, Beni Badibanga s'engage en faveur du Forge FC, champion en titre de Première ligue canadienne,. Il fait ses débuts avec le club canadien le 4 août 2023, en tant que remplaçant contre le Cavalry FC (défaite, 3-0),. Le 19 août, il inscrit son premier but pour ses couleurs, sur coup franc direct, lors d'un match face aux HFX Wanderers (partage, 1-1),,. Son intégration au sein du club est totalement réussie, arrivé alors que le championnat était déjà bien entamé, à la mi-septembre il compte sept matchs, dont six titularisations, pour deux buts inscrits et est proche de se qualifier pour les play-offs. Il contribue pleinement au quatrième titre de champion du Forge, en marquant un but somptueux en finale des play-offs, le 28 octobre, contre le Cavalry FC (victoire, 2-1),,. À la fin de la saison, il est nommé dans le meilleur XI de la CanPL.
La confiance retrouvée, Beni Badibanga affiche ses ambitions à l'aube de la saison 2024 et indique vouloir conserver le titre de champion mais aussi s'imposer en Championnat canadien, l'équivalent de la coupe nationale. Le 10 juillet 2024, il inscrit un but depuis le milieu de terrain, qui fait le tour des réseaux sociaux, contre le Toronto FC lors de la demi-finale aller du Championnat canadien 2024,,. Éliminés prématurément dès le premier tour de la Coupe des champions de la CONCACAF par le Chivas de Guadalajara, Beni Badibanga et le Forge FC passent à côté de tous les trophées en 2024, stoppés en demi-finales du Championnat canadien par le Toronto FC et battus en finale des play-offs de championnat par le Cavalry FC.
En décembre 2024, son club lève l'option d'une saison supplémentaire et conserve le joueur pour une troisième saison consécutive en 2025.
Malgré la levée de l'option annoncée, Beni Badibanga est absent du noyau en début de saison et le joueur a d'ailleurs signifié ses adieux en ligne à ses coéquipiers en début d'année arguant que son contrat a pris fin le 6 janvier 2025. L'ailier a dès lors engagé les services d'un avocat estimant que le Forge FC a agi de mauvaise foi en annonçant la levée de l'option de prolongation de celui-ci. En effet, le club aurait promis de le libérer au cas où une offre acceptable pour son transfert se présentait, or plusieurs offres correspondant au prix fixé, tel que communiqué au joueur, auraient été présentées mais toutes ont été refusées et le fossé entre les deux parties semble aujourd'hui infranchissable, rendant toute collaboration future largement improbable. Il est à noter que ce n'est pas la première fois qu'une situation semblable se présente au sein du club canadien car en 2024, Myer Bevan et Triston Henry (en) ont également forcé leur départ par rupture de contrat à la suite de plaintes similaires.

### En sélections nationales
Beni Badibanga compte cinq sélections avec les moins de 19 ans belges, avec lesquels il dispute le tour élite des éliminatoires du championnat d'Europe des moins de 19 ans 2015. Il est également appelé une seule fois chez les espoirs, par Enzo Scifo, et décroche sa seule cape face à la Tchéquie, le 12 novembre 2015, lorsqu'il monte au jeu pour Joris Kayembe à la 83e minute.
Éligible aussi bien pour les Diables Rouges que pour les Léopards, il effectue son choix définitif lorsqu'il est présélectionné par la RDC dans le cadre des éliminatoires de la CAN 2021.

## Statistiques

### En club
| Saison                | Club                  | Championnat           | Championnat | Championnat | Championnat | Coupe(s) nationale(s) | Coupe(s) nationale(s) | Coupe(s) nationale(s) | Compétition(s) continentale(s) | Compétition(s) continentale(s) | Compétition(s) continentale(s) | Compétition(s) continentale(s) | Autres compétitions | Autres compétitions | Autres compétitions | Autres compétitions | Total | Total | Total |
| Saison                | Club                  | Division              | M.          | B.          | P.d.        | M.                    | B.                    | P.d.                  | Comp.                          | M.                             | B.                             | P.d.                           | Comp.               | M.                  | B.                  | P.d.                | M.    | B.    | P.d.  |
| 2015-2016             | Standard de Liège     | Division 1            | 21          | 1           | 0           | 3                     | 0                     | 0                     | C3                             | 3                              | 0                              | 0                              | PO2                 | 2                   | 0                   | 1                   | 29    | 1     | 1     |
| 2016-2017             | Standard de Liège     | Division 1A           | 2           | 0           | 0           | 1                     | 0                     | 0                     | C3                             | 3                              | 0                              | 1                              | PO2                 | -                   | -                   | -                   | 6     | 0     | 1     |
| 2017-2018             | Standard de Liège     | Division 1A           | 2           | 0           | 0           | 0                     | 0                     | 0                     | -                              | -                              | -                              | -                              | PO1                 | -                   | -                   | -                   | 2     | 0     | 0     |
| Sous-total            | Sous-total            | Sous-total            | 25          | 1           | 0           | 4                     | 0                     | 0                     | -                              | 6                              | 0                              | 1                              | -                   | 2                   | 0                   | 1                   | 37    | 1     | 2     |
| 2016-2017             | Roda JC (prêt)        | Eredivisie            | 6           | 0           | 1           | -                     | -                     | -                     | -                              | -                              | -                              | -                              | PO                  | 3                   | 0                   | 0                   | 9     | 0     | 1     |
| 2017-2018             | Lierse SK (prêt)      | Division 1B           | 3           | 0           | 0           | -                     | -                     | -                     | -                              | -                              | -                              | -                              | PO2                 | 7                   | 0                   | 0                   | 10    | 0     | 0     |
| 2018-2019             | Waasland-Beveren      | Division 1A           | 20          | 0           | 2           | 1                     | 0                     | 0                     | -                              | -                              | -                              | -                              | PO2                 | 5                   | 2                   | 1                   | 26    | 2     | 3     |
| 2019-2020             | Waasland-Beveren      | Division 1A           | 28          | 2           | 2           | -                     | -                     | -                     | -                              | -                              | -                              | -                              | -                   | -                   | -                   | -                   | 28    | 2     | 2     |
| Sous-total            | Sous-total            | Sous-total            | 48          | 2           | 4           | 1                     | 0                     | 0                     | -                              | -                              | -                              | -                              | -                   | 5                   | 2                   | 1                   | 54    | 4     | 5     |
| 2020-2021             | RE Mouscron           | Division 1A           | 26          | 0           | 0           | 1                     | 0                     | 0                     | -                              | -                              | -                              | -                              | -                   | -                   | -                   | -                   | 27    | 0     | 0     |
| 2021-2022             | Raja Club Athletic    | Botola Pro1           | 8           | 1           | 2           | 2                     | 0                     | 0                     | CCL                            | 3                              | 0                              | 0                              | -                   | -                   | -                   | -                   | 13    | 1     | 2     |
| 2022-2023             | RAAL La Louvière      | Nationale 1           | 22          | 9           | 0           | 1                     | 0                     | 0                     | -                              | -                              | -                              | -                              | -                   | -                   | -                   | -                   | 23    | 9     | 0     |
| 2023                  | Forge FC              | CanPL                 | 10          | 2           | 0           | -                     | -                     | -                     | -                              | -                              | -                              | -                              | PO                  | 2                   | 1                   | 0                   | 12    | 3     | 0     |
| 2024                  | Forge FC              | CanPL                 | 22          | 4           | 3           | 5                     | 1                     | 1                     | CCC                            | 2                              | 0                              | 0                              | PO                  | 3                   | 0                   | 0                   | 32    | 5     | 4     |
| Sous-total            | Sous-total            | Sous-total            | 32          | 6           | 3           | 5                     | 1                     | 1                     | -                              | 2                              | 0                              | 0                              | -                   | 5                   | 1                   | 0                   | 44    | 8     | 4     |
| Total sur la carrière | Total sur la carrière | Total sur la carrière | 170         | 19          | 10          | 14                    | 1                     | 1                     | -                              | 11                             | 0                              | 1                              | -                   | 22                  | 3                   | 2                   | 217   | 23    | 14    |

## Palmarès

### En club
|  |  | Raja CA - Championnat du Maroc : - Vice-champion : 2022. |  | Forge FC - Première ligue canadienne (1) : - Champion : 2023. - Vice-champion : 2024. |

## Vie privée
Beni Badibanga est le fils de Samy Badibanga, premier ministre de la république démocratique du Congo du 17 novembre 2016 au 18 mai 2017, et le cousin de Ziguy Badibanga, également footballeur,. Son frère, Sambady Badibanga, est mort dans des circonstances suspectes à Evere (Bruxelles) en Belgique, le 19 mai 2021.